# Ganado (Teksas)
Ganado – miasto w Stanach Zjednoczonych, w stanie Teksas, w hrabstwie Jackson.